# Monera (biologia)
Monera – tradycyjna i obecnie już przestarzała jednostka taksonomiczna w biologii, obejmująca prokarionty.
Według systematyki przyjmującej istnienie czterech (H. F. Copeland, 1956) lub pięciu (R. H. Whittaker, 1969) królestw, było to królestwo obejmujące wszystkie prokarioty, z dwoma podkrólestwami: Archaea (archeony) oraz Eubacteria (czyli "bakterie właściwe"), w których skład jako niższy takson wchodziły sinice.